# South Harrow
La stazione di  South Harrow è una stazione della linea Piccadilly della metropolitana di Londra.

## Storia

### La stazione della DR
La stazione di South Harrow è stata aperta nel 1903 dalla District Railway (DR, oggi la District line) come capolinea della nuova diramazione da Park Royal & Twyford Abbey.
A marzo del 1910 la DR è stata estesa verso nord per collegarsi alla Metropolitan Railway (MR, oggi la linea Metropolitan) nella stazione di Rayners Lane.

### La stazione della linea Piccadilly
A luglio 1932 la linea Piccadilly è stata estesa da Hammersmith verso ovest, sostituendo i treni della linea District nel 1933.
Nel 1935 è stata costruita una nuova stazione, di fianco a quella originale che, ancora esistente, viene ancora utilizzata come spazio per uffici. Il progetto del nuovo edificio è di Charles Holden e include una biglietteria a forma di cubo in mattoni e vetro, con una lastra di cemento armato per tetto.
Nel 1954 ha chiuso lo scalo merci.

## Interscambi
Nelle vicinanze della stazione effettuano fermata alcune linee urbane automobilistiche, gestite da London Buses.
- Fermata autobus

## Galleria d'immagini

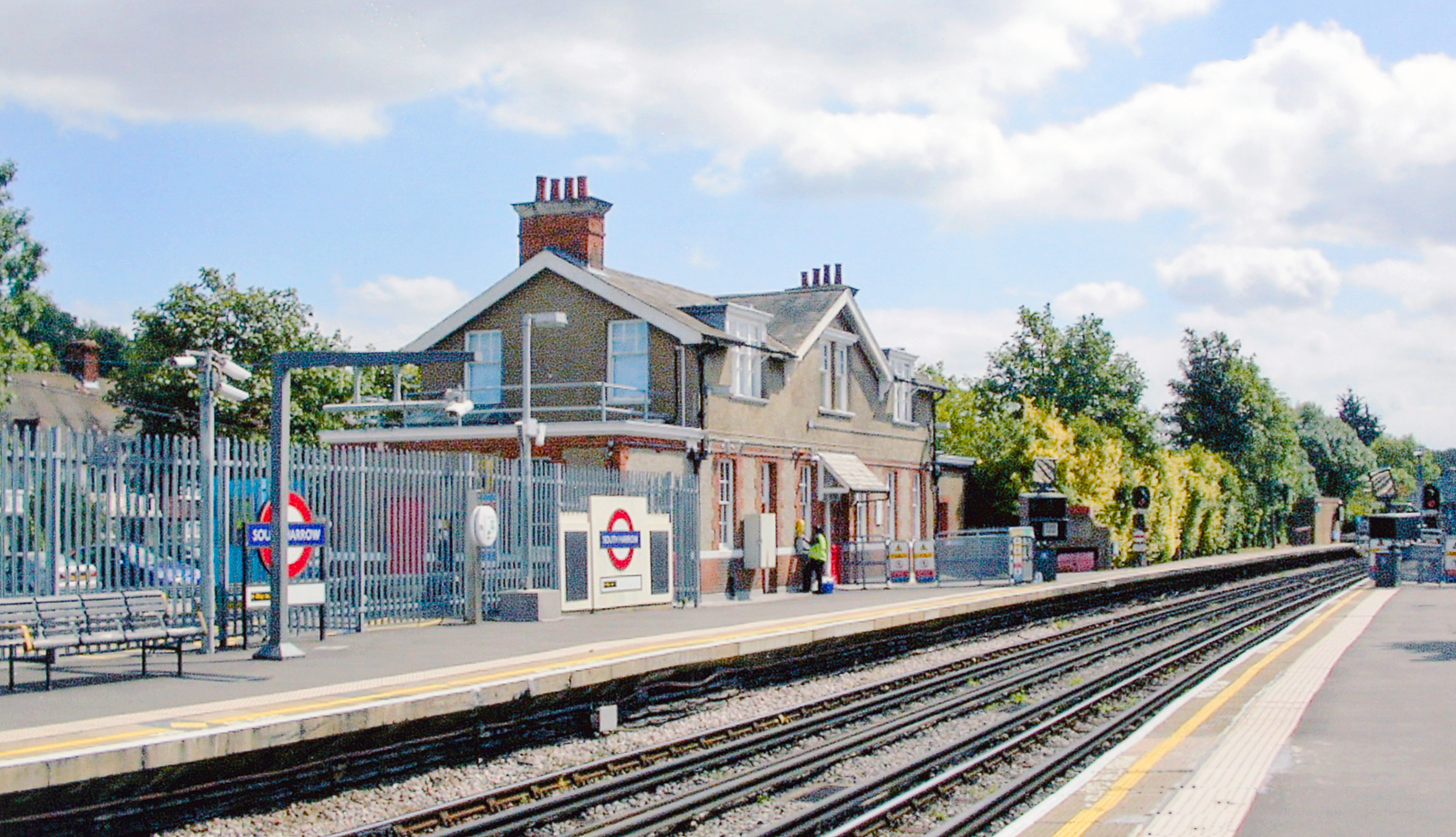
I binari della stazione
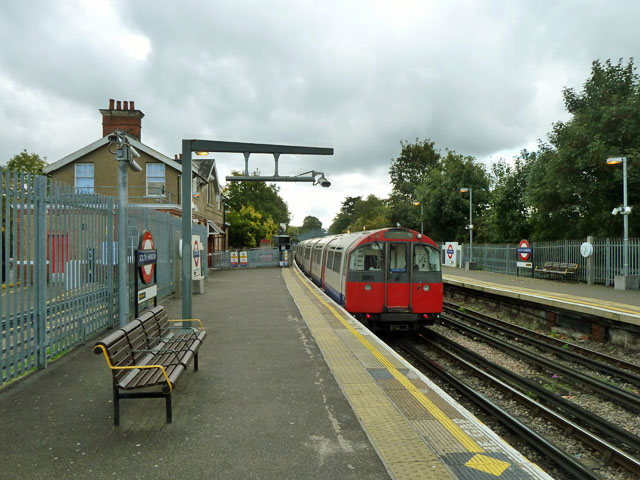
La vecchia stazione
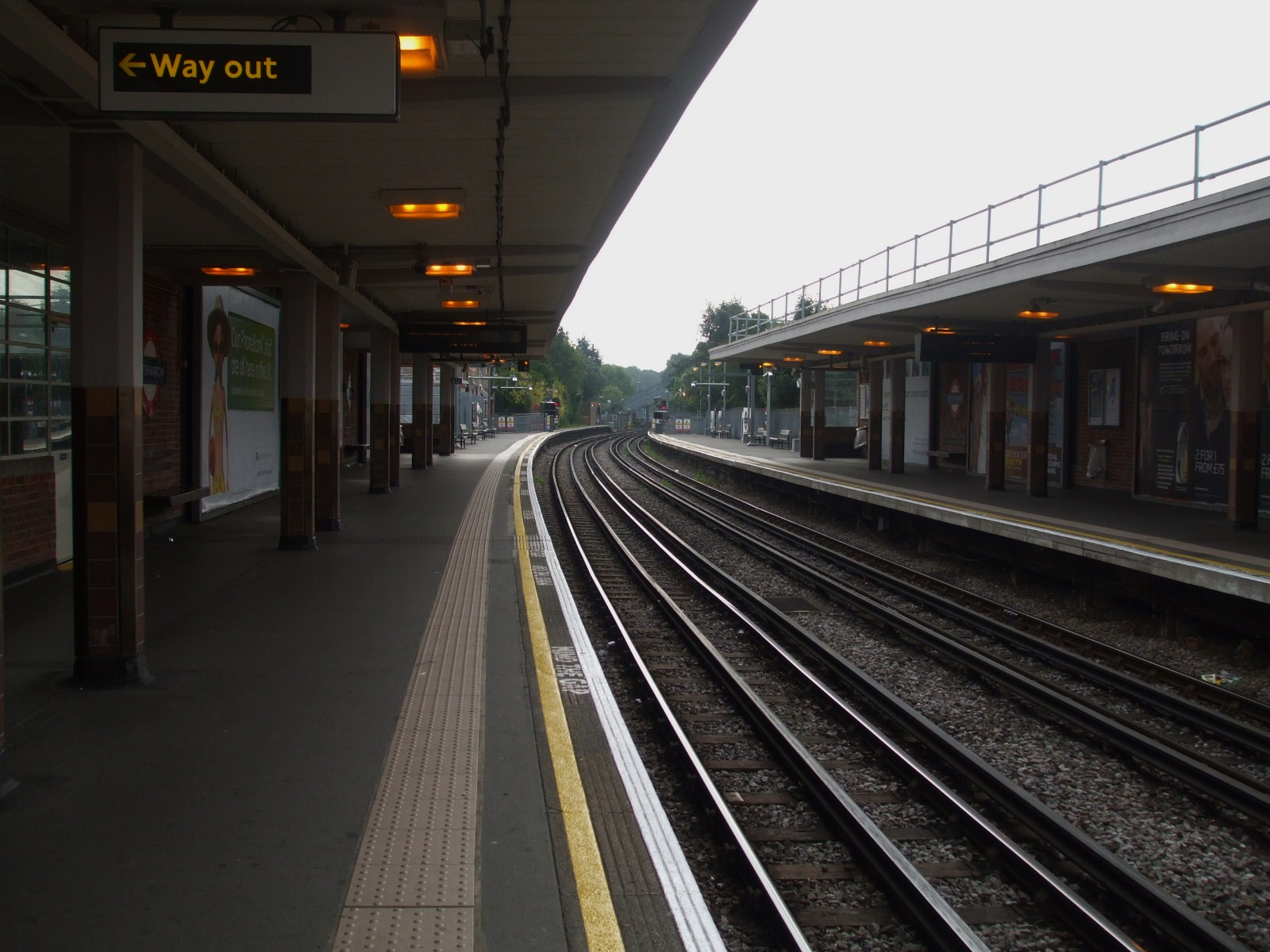
Il binario est
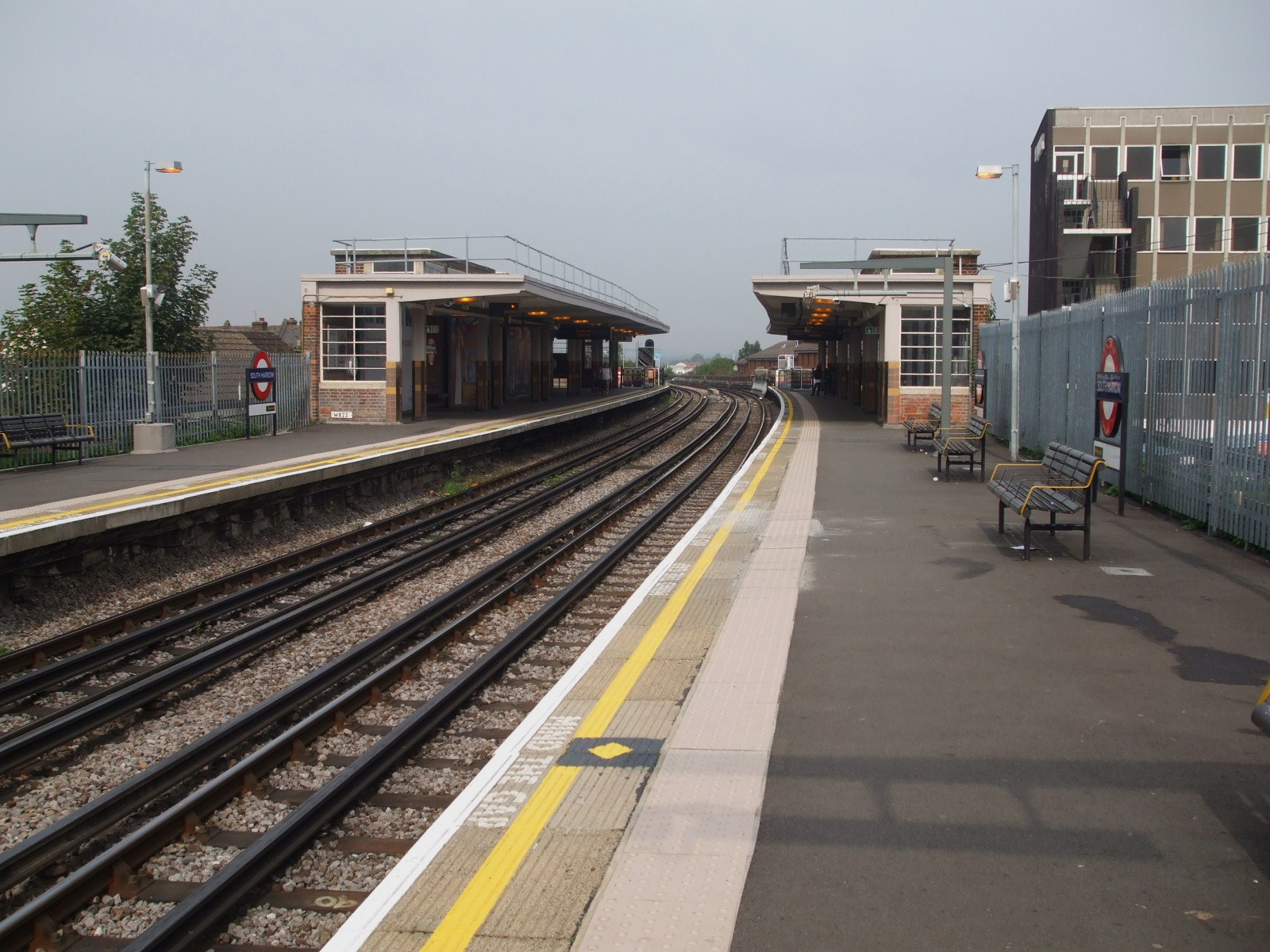
Il binario ovest